# Amenta Matthew
Amenta Matthew (geb. 24. Juni 1952) ist eine Politikerin in den Marshallinseln. Sie war Mitglied der Nitijeḷā (Legislature of the Marshall Islands) von 2007 bis 2011 und erneut von 2015 bis 2019 für den Wahlkreis Utrik. Sie war Gesundheitsministerin unter den Präsidenten Litokwa Tomeing und Jurelang Zedkaia von 2008 bis 2011 und Innenministerin unter Hilda Heine von 2016 bis 2019. Sie war die zweite Frau in den Marshallinseln, die ein Ministeramt innehatte.

## Leben
Matthew wurde in Majuro geboren und erhielt ihre Schulbildung an der Uliga Elementary School in Majuro und der Mizba High School in Chuuk in den Föderierte Staaten von Mikronesien, bevor sie 1976 am Defiance College in Ohio, Vereinigte Staaten, graduierte. Sie war Secretary of the Marshall Islands Political Commission von 1977 bis 1979, Assistant Clerk of Cabinet von 1979 bis 1981 und Clerk of Cabinet von 1981 bis 2002. Sie arbeitete dann für die Land Registration Administration Authority von 2002 bis zu ihrer Wahl ins Parlament 2007.
Bei der Wahl 2007 wurde Matthew erstmals ins Parlament gewählt. Sie hatte sich gegen Hiroshi Yamamura durchgesetzt. Im Januar 2008 wurde sie durch den neuen Präsidenten Litokwa Tomeing als Gesundheitsministerin ins Kabinett befördert und wurde damit die erste Ministerin der Marshallinseln seit zwölf Jahren. Sie galt als „Swing Vote“ in der Bildung der neuen Regierung. Als Gesundheitsministerin entwarf sie aufgrund eines Ausbruchs von Arznei-resistenter Tuberkulose einen Gesetzesentwurf, wodurch der Director of Health die Befugnis erhielt Patienten in Quarantäne zu sperren, welche sich nicht an Präventionsmaßnahmen hielten. Im Mai 2010 trat sie als Zeugin vor dem Kongress der Vereinigten Staaten auf zu den Auswirkungen der Kernwaffentests der Vereinigten Staaten auf dem Utirik-Atoll. Im September 2011 rief sie auf zu einer globalen Aktion gegen nicht-behandelbare Krankheiten wie Diabetes und Herz-Kreislauf-Erkrankungen, sie erklärte, dass die Beträge, die für diese Krankheiten ausgegeben werden müssen, lokal nicht mehr leistbar sind. Sie lobte jedoch den Erfolg der medizinischen Entwicklungshilfe von Taiwan. Sie verlor ihr Mandat an Yamamura in der Wahl 2011. Sie focht das Ergebnis vor dem High Court of the Marshall Islands an, weil sie behauptete, dass die Briefwahlstimmen nicht richtig zertifiziert worden seien, aber ohne Erfolg.
Nach ihrer Abwahl 2011 wurde Matthew in das Board of Regents des College of the Marshall Islands berufen. Sie gewann ihren Sitz 2015 zurück und besiegte damit Yamamura ein zweites Mal. Im Februar 2016 wurde sie ins Kabinett der neuen Präsidentin Hilda Heine als Innenministerin berufen. Im Juni 2017 äußerte sie Besorgnis über die Anzahl von illegalen Adoptionen von den Marshallinseln nach den Vereinigten Staaten über Hawaii. Daraufhin nahm die US-Botschaft das Thema als Issue of Concern (Besorgniserregendes Thema) auf und der Honolulu Star-Advertiser veröffentlichte eine Titelstory. Sie erlitt bei der Wahl 2019 erneut eine Niederlage.